# 重庆市九龙坡区谢家湾小学校
重庆市九龙坡区谢家湾小学校创办于1957年。现址位于中华人民共和国重庆市九龙坡区谢小路，是重庆市首批示范小学、重庆市德育示范学校。现任校长是刘希娅。

## 交通
- 谢家湾站